# AEG R.I
O AEG R.I foi um bombardeiro biplano quadrimotor do Império Alemão durante a a Primeira Guerra Mundial. Projetado pela empresa alemã Allgemeine Elektricitäts-Gesellschaft (AEG), o avião era um biplano imponente, com uma envergadura de 42 metros e uma capacidade de carga de até 2.000 kg.

## Design e desenvolvimento
O R.I foi um conceito incomum de aeronave com as hélices não diretamente conectadas em seus quatro motores, ele levava os seus motores na fuselagem e por meio de um sistema de eixos ele provia movimento para as suas hélices. Um único protótipo foi completado e realizou o seu primeiro voo em 1916